# فرد برش
فرد برش (انگلیسی: Fred Cutting; ۴ دسامبر ۱۹۲۱ – ۱۹۹۷ (۷۵−۷۶ سال)) بازیکن فوتبال اهل بریتانیا بود.
از باشگاه‌هایی که در آن بازی کرده‌است می‌توان به باشگاه فوتبال نوریچ سیتی، باشگاه فوتبال گریت یارموث تاون، باشگاه فوتبال کولچستر یونایتد، و باشگاه فوتبال لستر سیتی اشاره کرد.